# Swertia usambarensis
Swertia usambarensis är en gentianaväxtart som beskrevs av Adolf Engler. Swertia usambarensis ingår i släktet Swertia och familjen gentianaväxter. Utöver nominatformen finns också underarten S. u. curtioides.